# Graf przepływu sygnałów

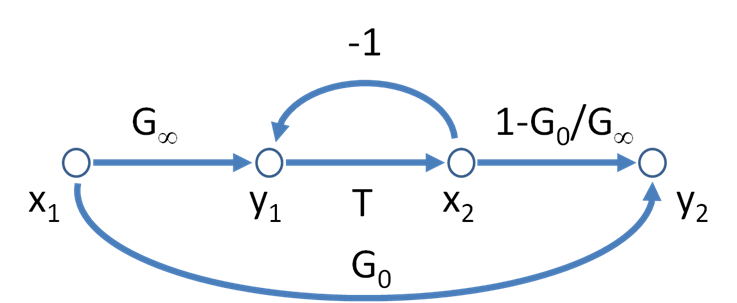
Przykładowy graf sygnałowy dla wzmacniacza z wzmocnieniem asymptotycznym.

Graf przepływu sygnałów (graf sygnałowy, graf Masona, ang. signal flow graph, signal flow diagram) – szczególny typ diagramu blokowego – i graf skierowany – składający się z węzłów i gałęzi. W teorii sterowania obok schematu blokowego drugie dogodne narzędzie graficznego opisu złożonych układów regulacji.

## Wstęp
Graf przepływu sygnałów układu jest siecią połączonych punktów zwanych węzłami; węzły są połączone liniami zwanymi gałęziami, które posiadają określony zwrot. Sygnały przenoszone są wzdłuż gałęzi jedynie w kierunku strzałki zwrotu.
Węzły są zmiennymi zbioru liniowych relacji algebraicznych. Graf ten może reprezentować tylko mnożenia i dodawania. Mnożenia przedstawione jako wagi gałęzi, dodawania przedstawione są jako wielokrotne gałęzie wchodzące w jeden węzeł. Graf przepływu sygnałów ma związek jeden na jeden z układem równań liniowych.
Niech dany będzie układ liniowy opisany równaniami:
{\displaystyle y_{j}=\sum _{k=1}^{m}a_{kj}x_{k},}
gdzie {\displaystyle y_{j}} i {\displaystyle x_{k}} to zmienne układów a {\displaystyle a_{kj}} to funkcja przejścia opisująca wkład zmiennej {\displaystyle x_{k}} do wartości zmiennej {\displaystyle y_{j}.}
Jeśli poszczególne zmienne układu przypisze się węzłom, a funkcje przejścia gałęziom to wówczas układ liniowy opisywany powyższym równaniem można przedstawić w postaci grafu przepływu sygnałów:
Grafy przepływu sygnałów zwykle używają zakrzywione linie, które reprezentują przewody i układy w miejsce odpowiednio: linii o prostych kątach i bloków (jak ma to miejsce w przypadku schematów blokowych). Każdej zakrzywionej linii przypisuje się wartość mnożnika – może to być stała wartość wzmocnienia lub cała transmitancja. Sygnały przepływają od jednego końca linii do drugiego i linie, które są zestawione ze sobą szeregowo mają całkowitą wartość mnożnika równy obu wartościom linii pomnożonym przez siebie (tak jak na schematach blokowych).

## Podstawowe własności
- Węzły reprezentują zmienne układu. Zwykle są one uporządkowane od lewej do prawej co odwzorowuje następstwo przyczyn i skutków.
- Gałąź skierowana od węzła {\displaystyle x_{k}} do węzła {\displaystyle y_{j}} przedstawia zależność zmiennej {\displaystyle y_{j}} od zmiennej {\displaystyle x_{k},} ale nie odwrotnie.
- Sygnały przemieszczają się wzdłuż gałęzi jedynie w kierunku określonym przez strzałki gałęzi.
- Sygnał {\displaystyle x_{k}} przechodząc wzdłuż gałęzi pomiędzy węzłami {\displaystyle x_{k}} i {\displaystyle y_{j}} jest mnożony przez transmitancję gałęzi {\displaystyle a_{kj},} a więc do węzła {\displaystyle y_{j}} dochodzi sygnał {\displaystyle a_{kj}x_{k}.}

## Często używane terminy
- węzeł wejściowy (źródło) – węzeł taki posiada tylko gałęzie wychodzące;
- węzeł wyjściowy (ściek) – taki węzeł ma tylko gałęzie wchodzące choć bywa, że ten formalny warunek nie jest spełniony – aby go spełnić trzeba wprowadzić dodatkową gałąź o jednostkowej transmitancji i dodatkową zmienną;
- ścieżka – to dowolne, ciągłe, jednokierunkowe następstwo gałęzi ułożone w kierunku wskazanym przez zwroty gałęzi;
- ścieżka w przód (czyli główna) – to ścieżka od węzła wejściowego do wyjściowego, wzdłuż której żaden z węzłów nie pojawia się więcej niż raz;
- ścieżka sprzężenia zwrotnego (pętla) – to ścieżka, która rozpoczyna się i kończy się w tym samym węźle i wzdłuż której żaden inny węzeł nie pojawia się więcej niż jeden raz; mówi się, że ścieżki stykają się jeśli współdzielą węzeł albo linię;
- wzmocnienie ścieżki – to iloczyn transmitancji (wzmocnień) gałęzi występujących w ścieżce;
- wzmocnienie pętli – iloczyn wszystkich transmitancji (wzmocnień) gałęzi tworzących daną pętlę.

## Reguły algebry grafów
- Dodawanie
  - Wartość zmiennej reprezentowanej przez węzeł jest równa sumie wszystkich sygnałów wchodzących do węzła.
  - Wartość zmiennej reprezentowanej przez dowolny węzeł jest przekazywana przez wszystkie gałęzie opuszczające węzeł.
- Mnożenie
  - Ciąg połączeń gałęzi z transmitancjami {\displaystyle a_{12},a_{23},...,a_{(n-1)n}} można zastąpić jedną gałęzią z wzmocnieniem równym iloczynowi {\displaystyle a_{12},a_{23},...,a_{(n-1)n}.}

## Zastosowania
Grafy przepływu sygnałów są szczególnie użyteczne z uwagi na to, że pozwalają na zastosowanie metod szczególnych takich jak reguła Masona. Pozwalają na identyfikację w układzie struktur zwanych pętlami, które można następnie analizować oddzielnie by określić całkowitą odpowiedź układu.
Graf przepływowy może też być wykorzystywany do przedstawienia przepływu sygnałów w układzie fizycznym na przykład może przedstawiać związek przyczyny i skutku.

## Rys historyczny
Grafy przepływowe sygnałów zostały wprowadzone przez amerykańskiego inżyniera elektronika Samuela Jeffersona Masona (1921–1974). Tematowi temu była poświęcona jego rozprawa doktorska z 1952 roku.